# Luzech
Luzech är en kommun i departementet Lot i regionen Occitanien i södra Frankrike. Kommunen ligger i kantonen Luzech som tillhör arrondissementet Cahors. År 2022 hade Luzech 1 758 invånare.

## Befolkningsutveckling
Antalet invånare i kommunen Luzech
| Referens: INSEE |